# Bourgmestre (Pays-Bas)
Pour les articles homonymes, voir Bourgmestre (homonymie).

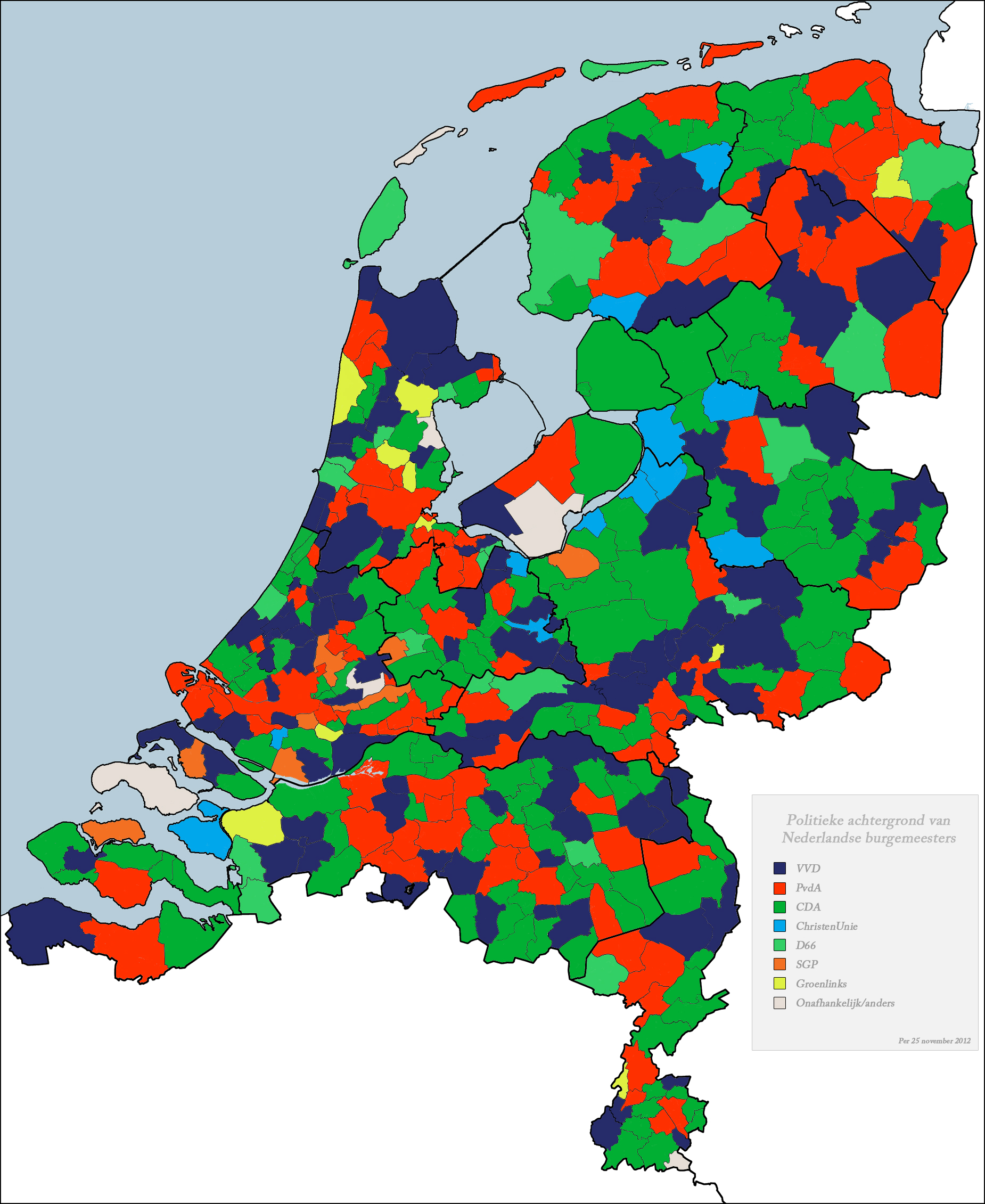
Couleur politique des bourgmestres aux Pays-Bas, au 25 novembre 2012.

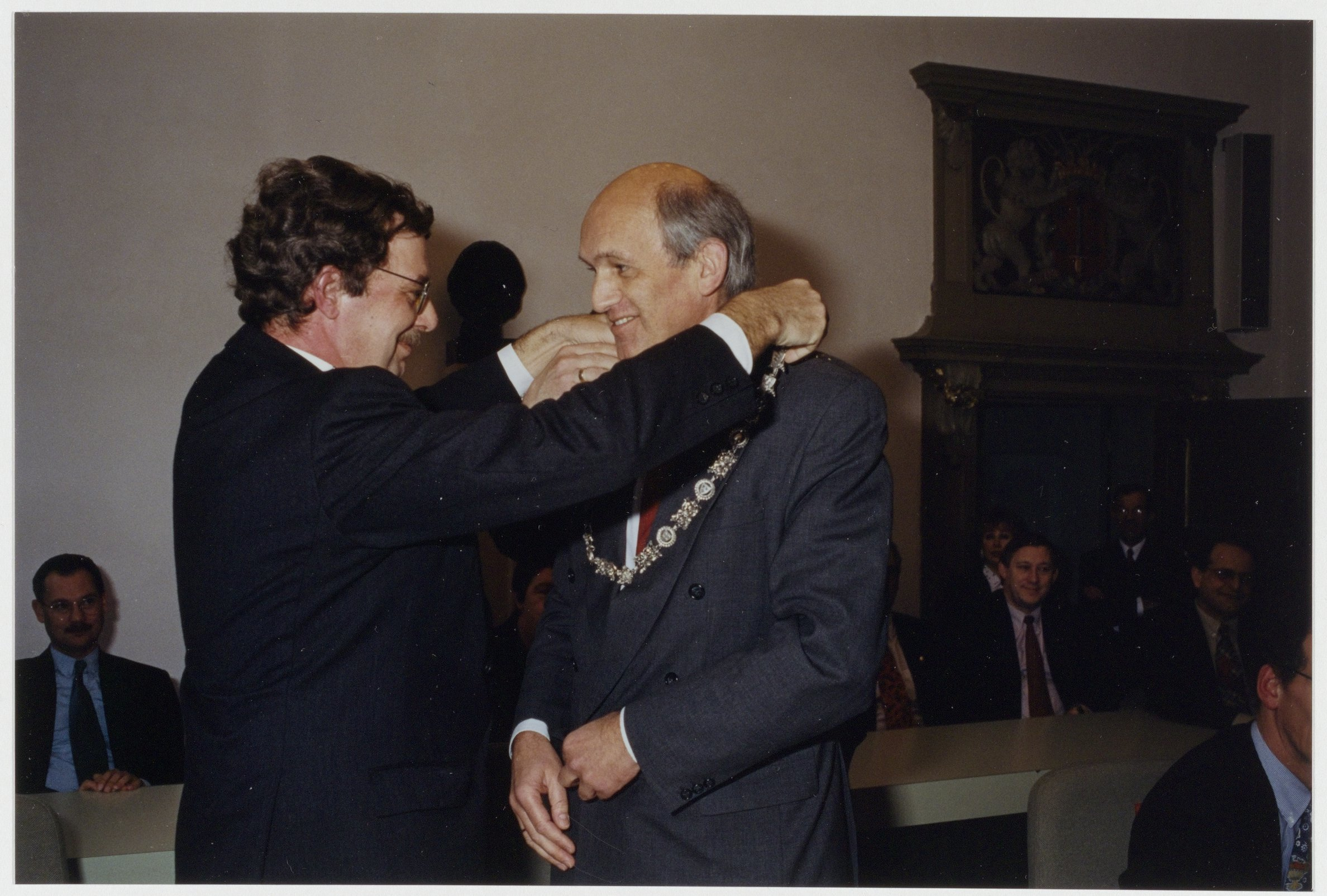
Prise de fonction du bourgmestre de Haarlem en 1995, avec la remise de la chaîne de fonction, collier aux insignes de la commune.

Aux Pays-Bas, le bourgmestre (en néerlandais : burgemeester)  est le chef du pouvoir exécutif au niveau de la commune. Le titre est équivalent à celui de maire dans d'autres pays. Présidant les réunions du conseil municipal et du collège exécutif, composé de lui-même et ses échevins, équivalents aux adjoints au maire, il est nommé par arrêté royal, pour un mandat de six ans, sur proposition du ministre de l'Intérieur. Le ministère choisit habituellement le candidat remportant la plus large adhésion au conseil municipal. Ainsi, le mandat du bourgmestre est décorrélé de ceux des échevins, de quatre ans, la durée de mandat du conseil municipal. Le bourgmestre porte une ambtsketen (« chaîne de fonction ») lors des cérémonies officielles.
Avant 1795, le bourgmestre est aux Pays-Bas un magistrat ou administrateur civil au niveau local, soumis au vroedschap ou « conseil des régents », qui gouvernent la ville. À la révolution française et sous le Premier Empire, le vroedschap est remplacé par une seule personne : le maire comme chef du pouvoir exécutif au niveau de la commune. Après 1815, dans le royaume uni des Pays-Bas, la fonction de maire est conservée mais renommée bourgmestre. Dans les communes rurales, ceux-ci sont appelés schouten entre 1817 et 1825 et font aussi partie du tribunal et sont responsables des enquêtes et poursuites. En 1824, le Reglement voor het Bestuur in de Steden (« Règlement pour la gouvernance dans les villes ») prescrit un bourgmestre unique par commune au lieu d'un conseil de bourgmestres.
Avant 1851, la fonction de bourgmestre est différente de celle qui existe aujourd'hui. Il est alors principalement un représentant du gouvernement, régent et magistrat, distancié du conseil municipal. Cette fonction est considérée comme un poste honorifique, souvent occupé par des personnes issues de la noblesse. Depuis lors, le bourgmestre est président du conseil municipal et responsable de l'ordre public. Il peut être démis de ses fonctions par un vote du conseil municipal.

## Étymologie et traduction
En néerlandais, le terme utilisé est burgemeester et en frison boargemaster.
Cornelius Kiliaan donne en  1599 dans son Etymologicum Teutonicae Linguae (le premier dictionnaire explicatif néerlandais) « borgh-meester, borgher-meester : Consul tribunus plebis. vulgò burgi magister. q.d arcis, opidi, ciuium plebisque magister, praefectus, &defensor ». En effet, Borghmeester (fr:maître du bourg) est sourcé depuis 1254, borgermeyster (« maître des bourgeois », en français) depuis 1286. Dans d'autres langues germaniques il y a par exemple borgermester (norvégien), Bürgermeister (allemand). La forme francisée bourguemaître est sourcée depuis 1309.
Dans le Groot charterboek der graaven van Holland, van Zeeland en heeren van Vriesland datant de 1380, se trouvent burgermeester d'Utrecht et sa traduction latine magister civium. Une variante plus rare est burgmeester. Vers 1500 se trouve aussi poortmeester.
En 1722, Carolus Tuinman, dans son dictionnaire étymologique Fakkel der Nederduitsche Taale (Flambeau de la langue néerlandaise), fait le point pour retenir finalement l'orthographe burgemeester, mot qui, selon lui, englobe à la fois les mots plus anciens de borgemeester (pour les villages) et de poortmeester (pour les villes).
En France, c'est le Dictionnaire de Trévoux de 1752 qui, sous la rubrique MAîTRE connecte Maitre des Citoyens, ou des bourgeois à l'allemand  Burgermeister et au français « Bourgmestre », et décrit Maître ou Maire des bourgs, villages, magister vicorum, comme un magistrat, juge ; par contre sous la rubrique MAIRE, une des significations est décrite : « le premier Officier de la ville », et dans ce sens du mot, il serait dérivé de l'allemand Mayer, en Belgique francophone maïeur. Aux Pays-Bas il existe le mot similaire de meier ou meyer, équivalent à hoog-schout (haut-écoutète), ce qui est plus près de bailli que de maire. Ainsi, dans le mot « maire », les deux racines latines magister et maior se rejoignent.

### Traduction du mot(nl)burgemeesteren Français
Les dictionnaires modernes bilingues néerlandais-français donnent un double traduction pour burgemeester en français : maire et bourgmestre. En effet, le mot burgemeester est traduit, pour des raisons de clarté linguistique, soit par maire, soit par bourgmestre.
Pour burgemeester ou borgemester d'avant l'annexation des Pays-Bas par Napoléon, au sens de fonctionnaire civil local, la traduction bourgmestre semble la plus adéquate, correspondant au premier magistrat. Ceci correspond avec 
le Dictionnaire de la langue française de Littré (1880) qui décrit le mot francisé Bourgmestre comme « Titre du premier magistrat des villes de Belgique, d'Allemagne, de Suisse, etc., description auquel les dictionnaires explicatifs français modernes Larousse  a ajouté des villes des Pays-Bas, le Petit Robert des communes néerlandaises et le Grand Robert aux Pays-Bas. L'Académie française décrit également Bourgmestre comme nom pour premier magistrat dans certaines villes aux Pays-Bas.
Historiquement, vers 1810, (nl) maire devient la dénomination en néerlandais de la nouvelle fonction de chef du pouvoir exécutif, introduit par l'annexation à la France. Après une période de flottement pour remplacer le mot d'emprunt maire par un mot néerlandais, en 1825 - 1851 le terme burgemeester est choisi. En accord avec cela, Van Dale, le dictionnaire d'autorité pour le néerlandais, et les néerlandais, suivant ce dictionnaire, traduisent, pour la fonction actuelle, burgemeester par maire en accord avec la définition du Littré : Aujourd'hui, le premier officier municipal d'une ville, d'une commune, et considèrent bourgmestre la traduction (francisation, mot d'emprunt) en Français de Belgique.
Les nuances dans les traductions du mot burgemeester se reflètent dans la traduction française de la constitution des Pays-Bas qui contient bourgmestre (concerne le titre), et dans le site web de la Maison Royale des Pays-Bas qui utilise maire pour la fonction actuelle, et bourgmestre pour la fonction historique.
Certains auteurs scientifiques, au XXIe siècle, considèrent Bourgmestre pour maire comme un mot d'emprunt, un belgicisme ou flandricisme ou même un statalisme (une néologie en lexicologie) et, selon les dictionnaires modernes la traduction générale de burgemeester en français est maire, et, pour le titre, aussi bourgmestre. Ainsi, certaines éditions des dictionnaires néerlandais-français van Dale et Robert en Van Dale recommandent la traduction de burgemeester aux Pays-Bas par maire, le mot général, en contraste avec la Belgique, où les titres de burgemeester et bourgmestre sont officielles et pour lequel le Van Dale a retenu le mot bourgmestre.

## Évolution de la fonction de bourgmestre
C'est avec la création de privilèges urbains, qu'aux Pays-Bas au XIIIe siècle un nouveau type de magistrat fait son apparition, le borgemeester, mot évolué à burgemeester. À l'origine, les bourgmestres étaient nommés pour conseiller ou assister les  schepenen (échevins). Ils avaient des fonctions qui correspondaient plus ou moins à celui de comptable, de trésorier ou d'ordonnateur. Au début ils étaient soumis au schout (écoutète), et aux kerkmeesters, magistrats de l'église. Il y avait tôt une distinction entre le bourgmestre-intérieur (binnenburgemeester ou poortmeester) de la ville fortifiée et le bourgmestre-extérieur (buitenburgemeester) de la campagne sous la juridiction de cette ville. Le ou les bourgmestre(s)-intérieur, choisi(s) par les échevins, deviennent ensuite eux-mêmes des membres du collège de l'écoutète et des échevins. Les désignations et les fonctions changent d'une région à l'autre, mais se résument essentiellement à cela,.
Environ aux XVe – XVIe siècles, l'écoutète perd de son importance : sa fonction est réduite au magistrat de jurisprudence, tandis que les bourgmestres gagnent en pouvoir dans le collège des échevins, à l'origine présidé par un maitre-échevin, mais depuis environ 1500 présidé par un bourgmestre.

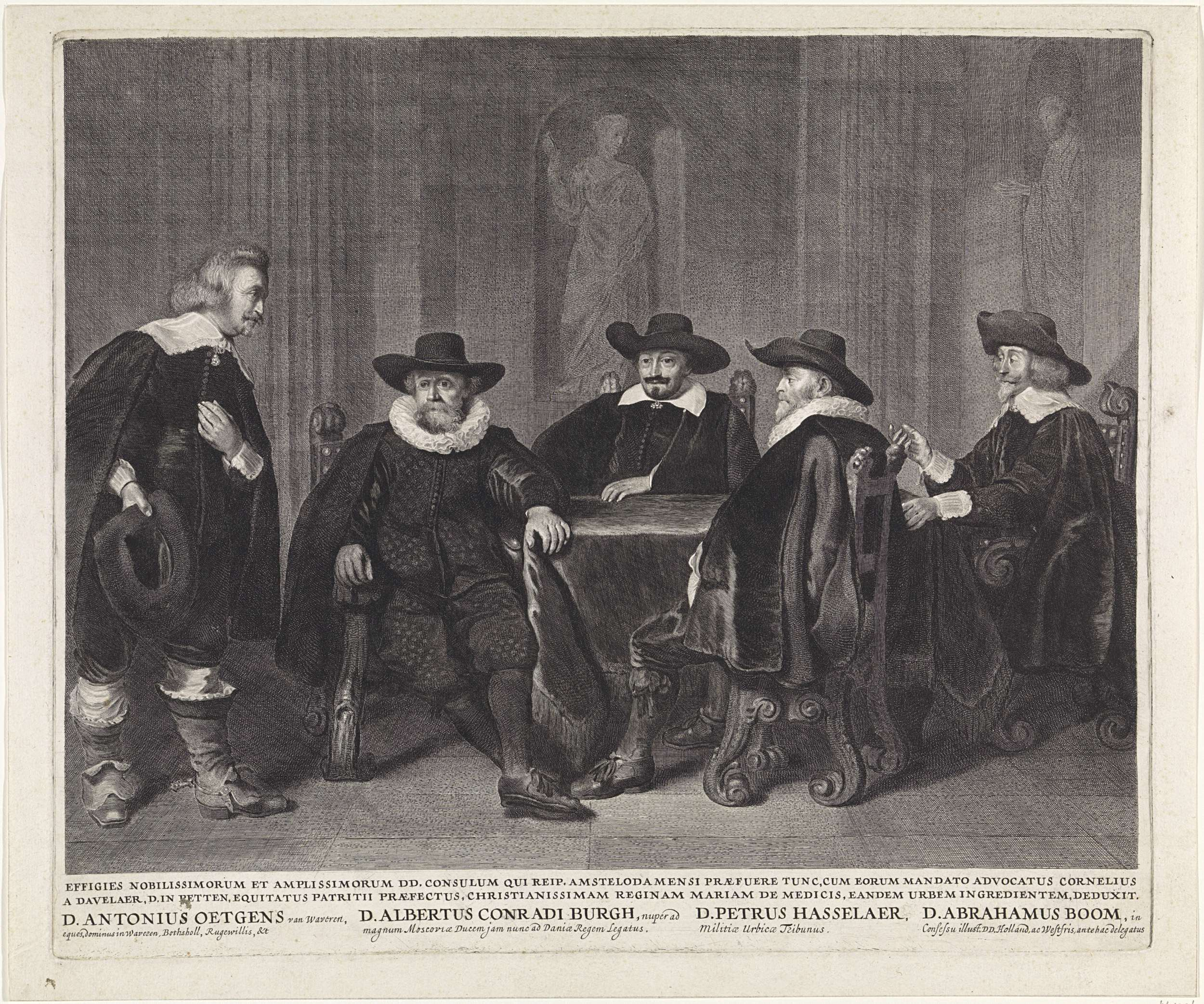
Les quatre bourgmestres d'Amsterdam attendant le message d'arrivée de Marie de Médicis, 1638, par Thomas de Keyser.

Au XVIe siècle, à Amsterdam, les bourgmestres étaient nommés à vie, mais seulement quatre des bourgmestres étaient des bourgmestres-régents, dont un est élu, à tour de rôle, bourgmestre-président (présidence tournante), de ce fait chef du pouvoir exécutif. Les anciens bourgmestres prenaient le titre d’oud-burgemeester et ceux-là formaient avec les bourgmestres-régents le oud-raad, qui était un conseil consultatif.
Amsterdam devient dans les Provinces-Unies l'exemple suivi par d'autres villes néerlandaises : un nombre pair de bourgmestres-régents, élus à vie, une régence oligarchique et un conseil d'anciens bourgmestres membres d'un oud-raad.
Entre 1795 et 1851, période qui commence avec la Révolution batave et qui se termine en 1851 avec la loi sur les communes de Thorbecke  le système du pouvoir communal passe par une période instable avant d'aboutir au système moderne du maire français aux Pays-Bas : 
- 1795, République batave : les quatre bourgmestres d'Amsterdam, sont destitués, leurs fonctions supprimées et un maire provisoire est nommé avec la fonction de chef de la police[Note 4], et cela arrive pareillement dans d'autres villes, les villages n'ayant pas encore un statut particulier.
- 1798, Constitution de la République batave : pour la première fois, la commune devient l'entité administrative pour les villes et les villages, avec en tête du conseil municipal un seul maire. L'implantation du nouveau système trainera jusqu'en 1832, année où le cadastre néerlandais est mis en place.
- 1801, Constitution du Bataafsch Gemenebest : d'entité administrative, la commune devient entité locale au pouvoir exécutif. Ceci résulte dans le retour au système, de fait encore existant, d'écoutète avec un collège de bourgmestres-échevins, avec sa diversité de titres.
- 1804 : intervention de Napoléon Ier pour un retour aux communes avec un maire à la française.
- 1807, royaume de Hollande : sous le roi Louis Napoléon une première loi sur les communes diminue le pouvoir de celles-ci; les titres restent divers
- 1811, Empire français : Après l’annexion des Pays-Bas par la France en 1810, Napoléon Ier impose en 1811 avec la loi communale française aussi le maire à la française, au titre en néerlandais de Maire.
- 1813, Royaume des Pays-Bas : la situation reste chaotique, l'ancien et le nouveau sont mélangés et la confusion règne. Pour contrecarrer la confusion, les textes néerlandais de l'époque utilisent Schout (maire) et Burgemeester (maire) ou maire tout court[Note 5].
- 1814 : le titre burgemeester est retenu.
- 1817 : retour au titre de schout.
- 1825 : par décret royal, le titre officiel devient Burgemeester.
- 1851 : loi  de Thorbecke sur les communes : la différence entre ville et village est définitivement supprimée. L'appellation Burgemeester s'applique dorénavant à un maire à la française[22]. La loi est restée en vigueur jusqu'en 1992, quand elle est remplacée par une nouvelle loi sur les communes.

## Le bourgmestre aux Pays-Bas actuels

### Nomination et compétences

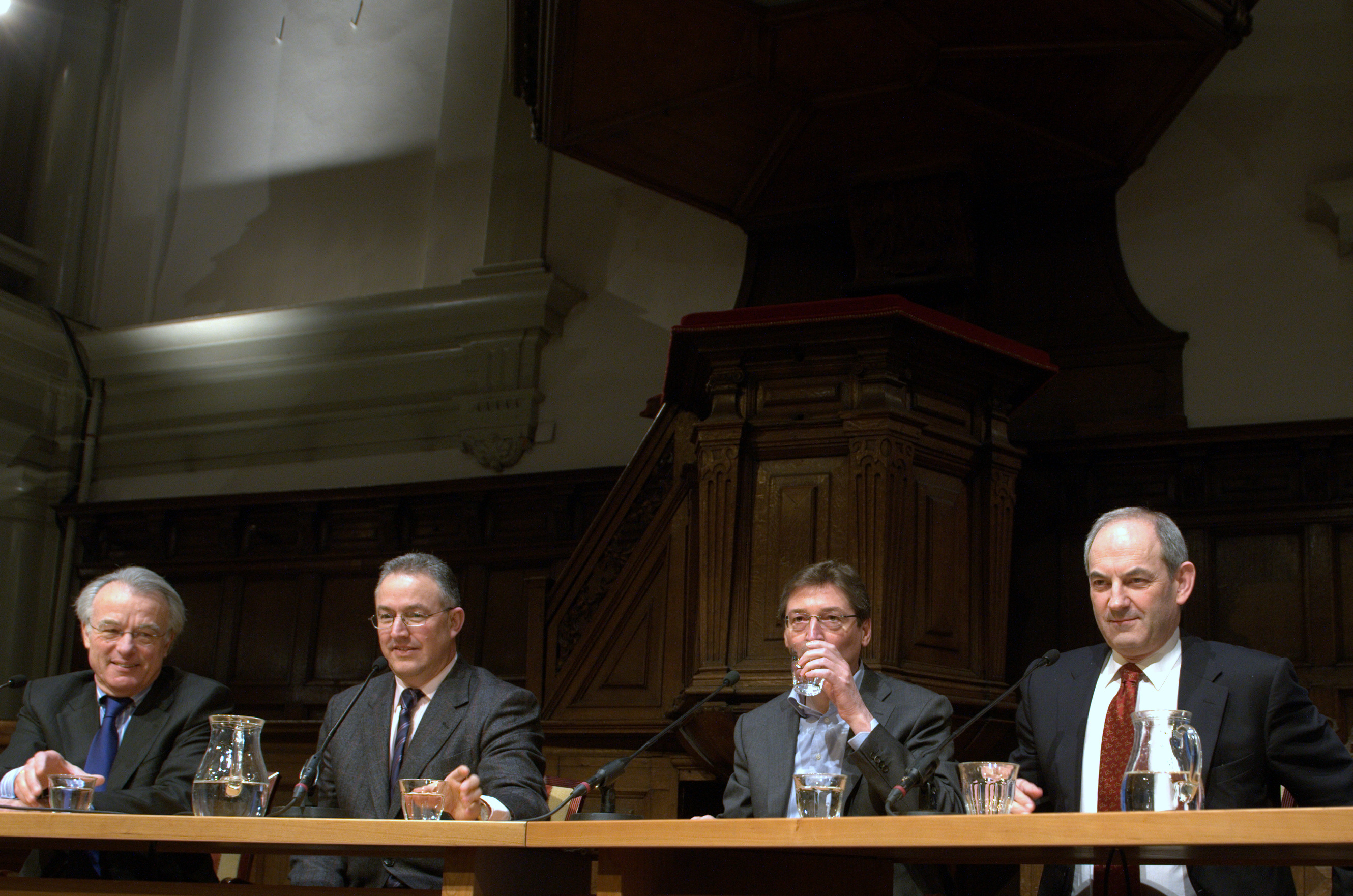
Débat des bourgmestres des quatre grandes villes : Jozias van Aartsen (La Haye), Ahmed Aboutaleb (Rotterdam), Aleid Wolfsen (Utrecht) et Job Cohen (Amsterdam), 2010.

Le bourgmestre actuel est nommé par la Couronne (sans droit de veto), par arrêté royal, pour une période de six ans, sur proposition du ministre des Affaires intérieures et des Relations au sein du Royaume. Le ministère choisit habituellement le candidat remportant la plus large adhésion au conseil municipal. Cette procédure est ancrée dans l'article 131 de la Constitution, mais en 2018 la Seconde Chambre prend l'initiative de retirer l'article pour permettre l'adaptation de la procédure.
Le bourgmestre nommé entre en fonction par sa prestation de serment.
Les fonctions du bourgmestre sont incompatibles avec un autre emploi public ou privé : pour un bourgmestre, il n'existe pas de cumul de mandat. Le bourgmestre est responsable de l'ordre public et de la sécurité de sa commune. Il est responsable de la représentation, de la police municipale et des pompiers, les projets étant élaborés par le conseil municipal avec l'aide des citoyens.

### Signe distinctif

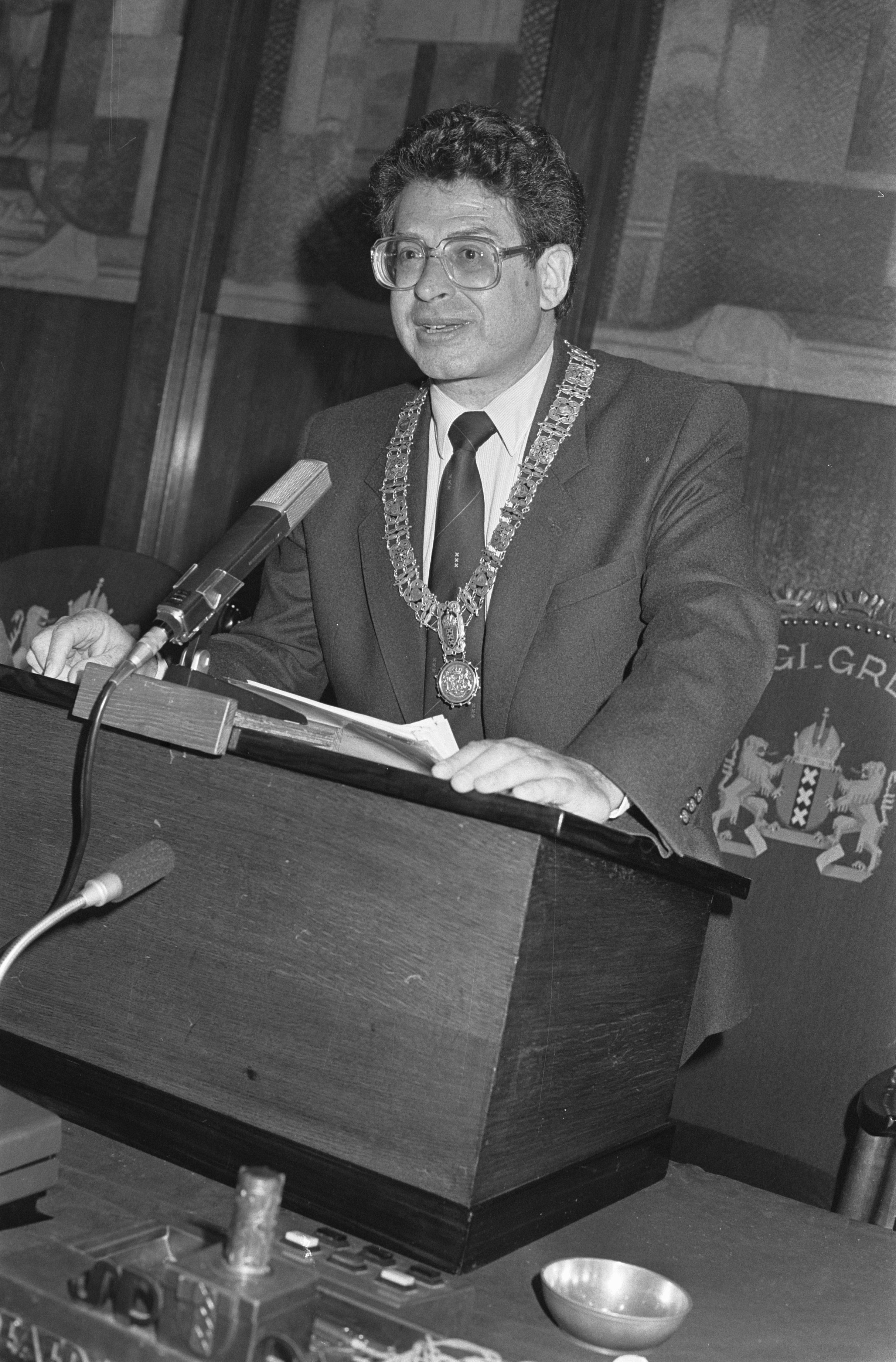
Ed van Thijn portant le collier à son installation en tant que bourgmestre d'Amsterdam, 1983.

Le signe distinctif du bourgmestre en fonction est un collier précieux avec une chaîne reprenant les insignes civiques.

### Relation avec le conseil municipal
Les candidats pour la fonction de bourgmestre, recommandés après une procédure d'embauche ouverte à toute personne qualifiée, ne sont normalement pas issus du conseil municipal. Les nominations des bourgmestres ne sont pas synchronisées avec les  élections municipales, qui se font sans relation avec la nomination du bourgmestre, et par conséquent la tête de liste ne dirige pas la maison communale pendant le mandat. En effet, aux Pays-Bas, les bourgmestres sont vus comme des personnalités politiques qualifiées pour la fonction sans attaches particulières et ont souvent un parcours de bourgmestre dans plusieurs communes successives. Ainsi, Ivo Opstelten, avant de devenir ministre, a été bourgmestre dans six communes différentes.
Le bourgmestre est assisté par les adjoints au bourgmestre ou échevins (wethouders), qui sont nommés par le conseil municipal, basé sur une coalition de partis dans le conseil. Le collège du bourgmestre et des échevins (College van de burgemeester en wethouders, CB&W) forme l'exécutif municipal. Depuis 2002, il existe dans les communes le dualisme politique : le bourgmestre et les adjoints au bourgmestre ne sont pas membre du conseil municipal et n'y ont pas de droit de vote, mais le bourgmestre ou un adjoint préside les réunions du conseil. Ainsi, à l'instar de la politique nationale et provinciale, la politique municipale est fortement parlementarisée.

### Suppléance
Le bourgmestre titulaire peut se faire remplacer occasionnellement par le loco-burgemeester, l'un de ses adjoints désigné auparavant, traditionnellement le doyen d'âge, qui alors fait fonction de bourgmestre. Quand le siège de bourgmestre devient vacant, le commissaire du Roi installe pour quelques mois un waarnemend burgemeester, un bourgmestre par intérim de son choix, qui est bourgmestre titulaire jusqu'à la nomination d'un nouveau bourgmestre par la Couronne.